# 古典 (鸡尾酒)
古典（Old Fashioned）是一杯用搗棒混合方糖和苦精加入威士忌或者在不常见做法中加入白兰地，之后用柳橙皮卷或马拉斯奇诺樱桃点缀的鸡尾酒。传统上是用古典杯来盛裝。
它在十九世纪发展并且在1880年被命名，是一杯IBA官方鸡尾酒。 它同时也是大卫·A·恩伯里的 鸡尾酒的艺术 中的六大基本鸡尾酒之一。

## 历史
第一个有记录的“鸡尾酒”一词的定义为了是响应读者关于要求在1806年5月6日发行于纽约休斯顿的 平衡和哥伦比亚存储库 上对该词进行定义的来信。于是在1806年5月13日发行的报纸的编辑写道，这是烈酒，苦酒，水和糖的烈性的混合物。当时也被称为 苦味司令 （bittered sling）。
J.E.亚历山大于1833年在纽约市遇到类似的鸡尾酒时，将其描述为朗姆酒，金酒或白兰地，大量的水，苦味和糖的混合物，不过他还将肉豆蔻的装饰包括其中。
在1860年左右，通常会将橙味甜利口酒，苦艾酒和其他利口酒添加到酒杯中。 最初被称为"古典"的鸡尾酒配方各种酒类尽管比例不同，但却重新流行起来。 据一位芝加哥酒保说，在流行的"古典"鸡尾酒中，最受欢迎的是添加威士忌的鸡尾酒，并且据1882年芝加哥日报 报道，黑麦威士忌比波旁威士忌更受欢迎。 他描述的配方和76年前烈酒，苦酒，水和糖的混合物的配方类似。
1880年2月 芝加哥每日论坛报 上首次提到 "古典鸡尾酒"。然而于1881年在肯塔基州路易斯维尔成立的绅士俱乐部潘登尼斯俱乐部却声称古典鸡尾酒是在此发明的。据说配方是由那个酒吧的酒保发明的，以纪念著名的波旁威士忌蒸馏家詹姆斯·E·佩珀上校，之后这位酒保又将配方带到纽约市的华尔道夫·阿斯托里亚酒店酒吧。
凭借其根植于这座城市历史的理念，路易斯维尔市于2015年将古典鸡尾酒分类为官方鸡尾酒。 每年在6月的前两周，路易斯维尔都会庆祝"古典双周"，其中包括波旁威士忌、特色鸡尾酒活动和总是在6月14日庆祝的国际波旁威士忌节。

## 配方
乔治·卡珀勒在其1895年的著作中提供了几种最早出版的古典鸡尾酒配方。配方里有威士忌，白兰地，荷兰金酒和老汤姆金酒。威士忌的古典鸡尾酒配方指定以下内容(量杯意为2美制液態盎司（59毫公升）)
古典威士忌鸡尾酒

在威士忌杯中加少许水并溶解一小块糖；

加两滴安格斯特拉苦酒，

一小块冰，一块柠檬皮，

一量杯威士忌酒。

用小酒吧匙混合并饮用，将酒吧匙留在玻璃杯中
到1860年左右，如杰里·托马斯1862年的著作所说的那样，基本的鸡尾酒配方包括橙味甜利口酒或其他利口酒，于19世纪初期不同的是之前的描述中没有提及这些利口酒。芝加哥每日论坛报提到的1880年代初期的"古典"鸡尾酒也没有提及 ，他们也不存在于卡珀勒的古典鸡尾酒配方中。老式鸡尾酒配方与19世纪后期的鸡尾酒配方的不同之处主要在于制做方法，使用糖和水简单的代替甘美糖浆以及没有额外的利口酒，这些老式鸡尾酒配方实际上是按照老式方式调制的鸡尾酒。
金酒鸡尾酒

用小型的酒吧玻璃杯

3或4滴胶状的糖浆

2滴鲍嘉苦酒

1杯金酒

橙味甜利口酒1或2滴

1小块柠檬皮

用酒杯体积三分之一的细冰填满，摇匀并放入玻璃杯中
老式的荷兰金酒鸡尾酒

在盛有少量水的威士忌酒杯中捣碎一小块糖，

加一块冰，

两小滴安格斯特拉苦酒，

一小块柠檬皮

一量杯荷兰杜金酒。

用小酒吧匙混合。

上酒。
戴维·埃姆伯里于1948年出版的一本书的配方略有变化， 具体指明了使用12份美国威士忌，1份简易糖浆，1-3滴安格斯特拉苦酒，酒体顶部加扭过的柠檬皮，并使用柠檬皮装饰。
1900年左右的另外两种配方的确切成分各不相同，但都省略了1930年以后使用的樱桃以及偶尔需要的苏打水，而橙味苦酒在19世纪后期开始流行。

## 改进
原始的古典配方会使用19世纪美国的威士忌：爱尔兰威士忌，波旁威士忌或黑麦威士忌 但在某些地区尤其是威斯康星州会使用白兰地代替威士忌（因此有时被称为古典白兰地）。 最终使用其他烈酒的配方变得很普遍，例如含金酒的配方在1940年代后期开始普及。
古典的装饰物包括橙片或马拉斯奇诺樱桃或两者兼具， 尽管这些装饰物是在1930年左右发明的，最早也晚于原始配方的发明时间。 而尽管早期一些配方开始零星地使用橙皮来调味，但直到1990年代将橙子和其他水果混在一起作为装饰或调味的做法才开始盛行。
一些现代的鸡尾酒变种极大地增大了老式做法的甜度，例如通过加入血橙苏打水来制作有很多泡沫并且是草莓味的古典，或直接加入糊状的草莓来制作。

## 文化影响
古典鸡尾酒是1960年代的 疯狂男人 电视连续剧的主角 唐·德雷珀所选择的鸡尾酒。 在2000年代，该系列鸡尾酒的使用引起了人们对这种和其他经典鸡尾酒的重新关注。
在电影 这是一个疯狂的世界 （1963）中，飞行员泰勒·菲茨杰拉德（吉姆·巴库斯）将乘客丁吉·贝尔（米奇·鲁尼）引导到飞机的机舱，以"使我们显得有些老派"。菲茨杰拉德为在飞机驾驶时应限制饮酒的建议和发现贝尔的古典太甜而恼火，于是菲茨杰拉德将飞行控制权交给了贝尔的同伴本杰明（本杰明·本杰明）并退到飞机的后部"用老式的方法来制作一些古典鸡尾酒，是我们亲爱的老爸以前制作的方式。"当本杰明问发生什么事时，菲茨杰拉德回答："古典会发生什么？"
在电视连续剧 M * A * S * H 中，角色玛格丽特·侯利汉在官兵俱乐部时经常点一个“没有水果”的古典鸡尾酒。
在电影 疯狂，愚蠢，爱情 中，古典是皮卡艺术家雅各布·帕尔默的首选鸡尾酒，并且他在酒吧和家里都会喝。

## 扩展阅读
- Clarke, Paul. . The New York Times. 2009-01-11  [2011-11-08]. （原始内容存档于2019-10-01）. - discusses internet forum debates among "home cocktail enthusiasts," using the old fashioned as a focal point.
- Minnich, Jerry. . The Daily Page. Madison, Wisconsin.   [2011-11-08]. （原始内容存档于2005-06-10）.
- Patterson, Troy. . Slate. 2011-11-03  [2011-11-08]. （原始内容存档于2018-09-14）.
- Schmid, Albert W. A. . University Press of Kentucky. 2012. ISBN 978-0-8131-4173-2.
- Simonson, Robert. . Ten Speed Press. 2014. ISBN 978-1607745358.